# NGC 583
NGC 583 ist eine linsenförmige Galaxie vom Hubble-Typ SB0 im Sternbild Walfisch am Südsternhimmel, die schätzungsweise 311 Millionen Lichtjahre von der Milchstraße entfernt ist. 
Entdeckt wurde das Objekt 1886 vom US-amerikanischen Astronomen Francis Leavenworth.